# آگاتا اولکسیاک
آگاتا اولکسیاک (۵ آوریل ۱۹۷۸)، معروف به اولک، یک هنرمند لهستانی است که در شهر نیویورک مستقر است. آثار او شامل مجسمه‌سازی، هنر چیدمانی مانند دوچرخه‌های قلاب‌بافی شده، وسایل بادی، قطعات اجرایی و هنرهای الیافی است. آثار او شامل ساختمان‌ها، مجسمه‌ها و یک آپارتمان قلاب بافی شده‌است که ایالات متحده، بریتانیا، آلمان، برزیل، ترکیه، فرانسه، ایتالیا، لهستان و کاستاریکا به نمایش گذاشته شده‌اند.

## اوایل زندگی و حرفه
اولک در رشته مطالعات فرهنگی در دانشگاه آدام میکیویچ که در پوزنان لهستان قرار دارد تحصیل کرد. سپس به کالج لاگواردیا رفت و در آنجا جایزه مجسمه‌سازی باشگاه هنرهای ملی را به دست آورد. کارهای اولیه او شامل ساخت یکسری مجسمه‌ها، لباس‌ها و وسایل بادی بود.
اولک برای اولین بار در سال ۲۰۰۳ پس از مهاجرت به ایالات متحده از قلاب بافی به عنوان بخشی از ابزار هنری خود استفاده کرد. او در آن سال‌ها در نمایشگاه مُد سوررئالیستی در انجمن هنری و تاریخی ویلیامزبورگ مورد توجه منتقدان قرار گرفت. در سال ۲۰۰۴، اولک «یک قطعه بزرگ چادر مانند ساخته شده از نوارهای قلاب بافی از پارچه، مو، نوار کاست و حیوانات عروسکی» را برای یک نمایشگاه طراحی کرد. بنا بر گزارش نیویورک تایمز این اثر اولک فقط برای چهار نفر در بخش ۵-بی‌ئی گالریِ منهتن قابل نمایش بود. مجسمه قلاب‌بافی شده او که در سال ۲۰۰۵ ساخته شده بود، در واشینگتن پست به نمایش درآمد، این مجسمه شامل ۱۳۰۰ بادکنک سفید لاغر نیز بود که به شکل روده‌ای-آبشاری آویزان بودند. او همچنین در طراحی یک پروژه هنری «آگاهانه اجتماعی» در دوسالانه ونیز در سال ۲۰۰۵ شرکت کرد. کار آنها، با نام «استتار» درباره کاوش در آندروژنی هویت، تمایلات جنسی، و فرهنگ دگماتیسم بود. در سپتامبر و اکتبر همان سال، طی یک پروژه اولک پنجره‌های یک ساختمان متروکه و سوخته را در نزدیکی محل اقامت خود در یوتیکا را قلاب‌بافی کرد. در این دوره، لباس‌هایی که او طراحی می‌کرد برای اجراهای تئاتر و رقص مورد تحسین منتقدان قرار گرفت، اگرچه اجرای رقص مربوط به یکی از مجسمه‌های او در همان زمان مورد انتقاد منتقدان قرار گرفت.

## فلسفه
فلسفه خلاق اولک این است که «زندگی و هنر جدایی ناپذیرند» در سال ۲۰۰۹ او این فلسفه را اینگونه بیان کرد:
من فکر می‌کنم قلاب بافی و روشی که من از آن برای خلق آثار استفاده می‌کنم، استعاره‌ای از پیچیدگی و به هم پیوستگی بدن ما و سیستم‌ها و روان‌شناسی آن‌ها است. اتصالات به عنوان یک پارچه در مقایسه با رشته‌های جدا از هم قوی‌تر هستند، اما، اگر یکی را ببرید، کل چیز از هم می‌پاشد. روابط نیز همینگونه پیچیده هستند و از موقعیتی به موقعیت دیگر بسیار متفاوت هستند. هر کدام از آن روابط بین اتصالات سفرهایی برای توسعه، رشد و تحول هستند. زمان می‌گذرد، فواصل بسیار دور می‌گذرد و پارچه‌ای که افراد از آن تشکیل شده‌اند به‌طور همزمان جمع و باز می‌شوند.
اولک به عنوان یک حامی حقوق زنان، برابری جنسی و آزادی بیان، از جذابیت گسترده کار خود برای نشان دادن همبستگی خود با کسانی که توسط قوانین ظالمانه در سراسر جهان سرکوب شده‌اند، استفاده می‌کند. اولک از طریق مجموعه کارهای خود همیشه به دنبال آوردن رنگ و حس زندگی، انرژی و شگفتی به فضای زندگی بوده‌است.

## آثار برگزیده
اواک در ایالات متحده، بریتانیا، آلمان، برزیل، ترکیه، فرانسه، ایتالیا، اسپانیا، فنلاند، سوئد، لهستان و کاستاریکا آثاری را به نمایش گذاشته است. در سال ۲۰۰۹ و ۲۰۱۶، او جزو هنرمندان مقیم انستیتو ساکاتار برزیل محسوب می‌شد.
لباس‌های قلاب‌بافی شده اولک که «مجسمه‌های پوشیدنی» نامیده می‌شوند، در پروژه‌های مختلفی استفاده شده‌اند که در این پروژه‌ها اولک شرکت‌کنندگان خود را به متروی شهر نیویورک می‌برد و در آنجا آثار خود را به نمایش می‌گذاشت. برخی از قطعه‌های هنری او همچو "جشنواره هنر  اولک" و "نقاشی برای تکان دادن دست‌ها" و "امتیاز رویداد" در گریپ فروت یوکو اونو به نمایش در آمدند. در بخش لباس‌های بافتنی اولک، شرکت کنندگان مجسمه‌های خود را می‌پوشیدند و دست خود را به صورت کشیده قرار می‌دادند تا دست عابران را بفشارند. اجرای دوم "گریپ فروت قلاب بافی" او نیز باز ترجمه شد.  قطعه "از بازدید شما متشکرم، روز خوبی داشته باشید" او نیز که در خیابان چهاردهم منهتن در طول رویداد سال ۲۰۰۹، که تحت عنوان "هنر در مکان‌های عجیب و غریب" درحال برگزار بود، اجرا شد. آن قطعه‌ی اولک از قطعه "یک خدمتکار یونیفرم پوش" و قطعه "دسته نرده را نگه دارید" در تایپه الهام گرفته شده بود‌. اجراکنندگان پلاکاردهایی بر اساس تابلوهایی که اولک آنها را طرح‌ریزی کرده بود در دست داشتند که شامل برخی جملات به صورت گفتگوی تاکیدی، کنایه آمیز یا سرگرم کننده با موقعیت مکانی آنها بود.
اولین نمایشگاه انفرادی اولک با عنوان "بافندگی برای کو**** است"، بود که در گالری کریستوفر هنری برگزار شد. در سال ۲۰۱۰ او یک آپارتمان را به نمایش گذاشت که تمام اجزای آن، از جمله ساکنانش، با قلاب بافی پوشانده شده بودند. اتمام آن پروژه با استفاده از کلاف نخ سال‌ها طول کشید. آن پروژه در ابتدا قرار بود از ۹ سپتامبر تا ۱۷ اکتبر ۲۰۱۰ اجرا شود، اما پس از یک سری تمدیدها سرانجام در می ۲۰۱۱ به اتمام رسید.